# Selecció femenina de futbol d'Anglaterra
La selecció femenina de futbol d'Anglaterra, representa a Anglaterra a les competicions internacionals de futbol femení. Està regida per l'Associació de Futbol (FA) des de 1993, després d'haver estat administrada anteriorment per l'Associació de Futbol Femení (WFA). Anglaterra va jugar el seu primer partit internacional el novembre de 1972 contra Escòcia. Tot i que la majoria de les seleccions nacionals de futbol representen un estat sobirà, els estatuts de la FIFA permeten a Anglaterra, com a membre de les Nacions Originàries del Regne Unit, mantenir una selecció nacional que competeix en tots els tornejos importants, a excepció del Torneig Olímpic de Futbol Femení.
Anglaterra s'ha classificat sis vegades per a la Copa Mundial Femenina de la FIFA, aconseguint els quarts de final el 1995, 2007 i 2011, quedant tercera el 2015, quarta el 2019 i arribant a la final per primera vegada el 2023. Des del 2019, Anglaterra, com Home Nation millor classificada, pot classificar a un equip olímpic en nom de Gran Bretanya; altres jugadores britàniques poden ser seleccionades en cas de classificació.
Van arribar a la final de la Eurocopa Femenina de la UEFA el 1984 i el 2009, i van guanyar el 2022, sent la primera vegada des del 1966 que una selecció anglesa absoluta de futbol guanyava un gran campionat.

## Història
La selecció anglesa va ser creada en 1972, després que la federació anglesa aixecara el veto als equips femenins en els terrenys del clubs associats a les seves competicions. En 1984 van ser una de les setze seleccions fundadores de l'Eurocopa, i van arribar a la final, que van perdre a la final contra Suècia. En la segona edició van arribar a semifinals, però no van classificar-se per a les tres següents i al no jugar l'Eurocopa 1991 tampoc van jugar el primer Mundial.
En 1995 van debutar al Mundial, on van alcançar els quarts de final. Els anys següents van ser grissos, i després de quedar-se fora de l'Eurocopa 1997 i els Mundials 1999 i 2003 i acabar última a la primera fase de grups de l'Eurocopa 2001, Anglaterra va caure al 14é lloc del ranking FIFA en 2004. Anglaterra va organitzar l'Eurocopa 2005, i semblava una bona ocasió per a remuntar, però va acabar última al seu grup; des que es va fundar la fase de grups al 1997, Anglaterra i Noruega són els únics amfitrions que han caigut a la fase de grups.
Anglaterra va retornar a la primera plana al 2007 quan va retornar al Mundial i va arribar als quarts de final, i en 2009 va superar la fase de grups de l'Eurocopa al tercer intent i després d'eliminar a Finlàndia i els Països Baixos va arribar a la final, que va perdre contra Alemanya. Al Mundial 2011 Anglaterra va derrotar en la primera fase al eventual campió, Japó, i als seus tercers quarts de final va estar prop d'arribar a semifinals, però va perdre contra França als penals.
Després d'aquests èxits l'Eurocopa 2013, on Anglaterra va acabar última al seu grup con un punt, va ser una decepció, i Mark Sampson va substituir com a seleccinador a Hope Powell, en el càrrec des de 1998. Al seu primer torneig va portar a Anglaterra a les semifinals del Mundial eliminant a la Noruega (subcampió europeu) i al anfitrió (Canadà). Un gol en pròpia meta en el descompte contra el Japó els va deixar fora de la final, pero al partit pel bronze van aconseguir una histórica victoria sobre Alemanya.

## Plantilla 2023
Les següents 23 jugadores van ser convocades per a la Copa Mundial Femenina de la FIFA 2023 al juliol de 2023. Maya Le Tissier, Emily Ramsey i Lucy Staniforth van ser incloses a la llista de reserva i entrenaran amb l'equip.
Jess Park va ser inclosa originalment a la llista de reserva, però més tard es va retirar a causa d'una lesió i va ser substituïda per Staniforth.
Partits i els gols actualitzats a l'últim partit jugat el 16 d'agost del 2023 contra Austràlia.
| Dorsal | Posició | Jugador          | Data de naixement/edat | Partits | Gols | Club                            |
| ------ | ------- | ---------------- | ---------------------- | ------- | ---- | ------------------------------- |
| 1      | POR     | Mary Earps       | 7 de març de 1993      | 40      | 0    | Manchester United (2a capitana) |
| 13     | POR     | Hannah Hampton   | 16 de novembre de 2000 | 2       | 0    | Chelsea                         |
| 21     | POR     | Ellie Roebuck    | 23 de setembre de 1999 | 11      | 0    | Manchester City                 |
| 2      | DEF     | Lucy Bronze      | 28 d'octubre de 1991   | 111     | 12   | Barcelona                       |
| 3      | DEF     | Niamh Charles    | 21 de juny de 1999     | 9       | 0    | Chelsea                         |
| 5      | DEF     | Alex Greenwood   | 7 de setembre de 1993  | 81      | 5    | Manchester City                 |
| 6      | DEF     | Millie Bright    | 21 d'agost de 1993     | 72      | 5    | Chelsea (capitana)              |
| 14     | DEF     | Lotte Wubben-Moy | 11 de gener de 1999    | 10      | 0    | Arsenal                         |
| 15     | DEF     | Esme Morgan      | 18 d'octubre de 2000   | 5       | 0    | Manchester City                 |
| 16     | DEF     | Jess Carter      | 27 d'octubre de 1997   | 23      | 1    | Chelsea                         |
| 4      | MIG     | Keira Walsh      | 8 d'abril de 1997      | 64      | 0    | Barcelona                       |
| 8      | MIG     | Georgia Stanway  | 3 de gener de 1999     | 56      | 16   | Bayern Múnic                    |
| 10     | MIG     | Ella Toone       | 2 de setembre de 1999  | 37      | 17   | Manchester United               |
| 12     | MIG     | Jordan Nobbs     | 8 de desembre de 1992  | 71      | 8    | Aston Villa                     |
| 17     | MIG     | Laura Coombs     | 29 de gener de 1991    | 7       | 0    | Manchester City                 |
| 20     | MIG     | Katie Zelem      | 20 de gener de 1996    | 10      | 0    | Manchester United               |
| 7      | DAV     | Lauren James     | 29 de setembre de 2001 | 15      | 4    | Chelsea                         |
| 9      | DAV     | Rachel Daly      | 6 de desembre de 1991  | 75      | 14   | Aston Villa                     |
| 11     | DAV     | Lauren Hemp      | 7 d'agost de 2000      | 44      | 13   | Manchester City                 |
| 18     | DAV     | Chloe Kelly      | 15 de gener de 1998    | 32      | 7    | Manchester City                 |
| 19     | DAV     | Bethany England  | 3 de juny de 1994      | 25      | 11   | Tottenham Hotspur               |
| 22     | DAV     | Katie Robinson   | 8 d'agost de 2002      | 5       | 0    | Brighton & Hove Albion          |
| 23     | DAV     | Alessia Russo    | 8 de febrer de 1999    | 28      | 14   | Arsenal                         |

## Històric
¹ Fase de grups. Selecció eliminada mitjor possicionada en cas de classificació, o selecció classifica pitjor possicionada en cas d'eliminació.
| MUNDIAL  | MUNDIAL         | MUNDIAL       | MUNDIAL          | MUNDIAL          | MUNDIAL         | MUNDIAL       | MUNDIAL        | MUNDIAL | MUNDIAL |
| Edició   | Classificació   | Classificació | Fase final       | Fase final       | Fase final      | Fase final    | Fase final     |         |         |
| Edició   | Fase regular    | Play-offs     | Setzens de final | Vuitens de final | Quarts de final | Semifinals    | Final / Bronze |         |         |
| -------- | --------------- | ------------- | ---------------- | ---------------- | --------------- | ------------- | -------------- | ------- | ------- |
| 1991     | Eurocopa 1991   |               |                  |                  |                 |               |                |         |         |
| 1995     | Eurocopa 1995   |               |                  | Canadà ¹         | Alemanya        |               |                |         |         |
| 1999     | Alemanya ¹      |               |                  |                  |                 |               |                |         |         |
| 2003     | Països Baixos ¹ | França        |                  |                  |                 |               |                |         |         |
| 2007     | França ¹        |               |                  | Japó ¹           | Estats Units    |               |                |         |         |
| 2011     | Espanya ¹       | Suïssa        |                  | Mèxic ¹          | França          |               |                |         |         |
| 2015     | Gal·les ¹       |               | Mèxic ¹          | Noruega          | Canadà          | Japó          | Alemanya       |         |         |
| EUROCOPA |                 |               |                  |                  |                 |               |                |         |         |
| Edició   | Classificació   | Classificació | Fase final       | Fase final       | Fase final      | Fase final    | Fase final     |         |         |
| Edició   | Fase regular    | Play-offs     | Setzens de final | Vuitens de final | Quarts de final | Semifinals    | Final / Bronze |         |         |
| 1984     | Escòcia ¹       |               |                  |                  |                 | Dinamarca     | Suècia         |         |         |
| 1987     | Escòcia ¹       |               |                  |                  |                 | Suècia        | Itàlia         |         |         |
| 1989     | Noruega ¹       |               |                  |                  |                 |               |                |         |         |
| 1991     | Finlàndia ¹     | Alemanya      |                  |                  |                 |               |                |         |         |
| 1993     | Islàndia ¹      | Itàlia        |                  |                  |                 |               |                |         |         |
| 1995     | Espanya ¹       | Islàndia      |                  |                  |                 | Alemanya      |                |         |         |
| 1997     | Croàcia ¹       | Espanya       |                  |                  |                 |               |                |         |         |
| 2001     | Suïssa ¹        | Ucraïna       |                  |                  | Suècia ¹        |               |                |         |         |
| 2005     |                 |               |                  |                  | Finlàndia ¹     |               |                |         |         |
| 2009     | Belarús ¹       |               |                  | Rússia ¹         | Finlàndia       | Països Baixos | Alemanya       |         |         |
| 2013     | Sèrbia ¹        |               |                  | Espanya ¹        |                 |               |                |         |         |
| 2017     |                 |               |                  |                  |                 |               |                |         |         |